# Martin Doležal (1990)
Martin Doležal (* 3. května 1990, Valašské Meziříčí) je český profesionální fotbalista, který hraje na pozici útočníka za český klub MFK Karviná. Mezi lety 2018 a 2021 odehrál také 6 utkání za český národní tým.
Profesionální kariéru zahájil v dresu SK Sigma Olomouc, odkud začátkem roku 2014 přestoupil za do Jablonce.

## Klubová kariéra
Doležal je olomouckým odchovancem, se Sigmou získal dorostenecký titul. Do A-týmu byl zařazen v létě 2008, později hostoval v Třinci a ve Zbrojovce Brno (která hrála v sezoně 2011/12 druhou ligu).
V prvním ligovém zápase Olomouce v jarní části sezóny 2012/13 24. února 2013 proti hostující Slavii Praha jedním gólem přispěl k výhře 2:1. Dne 9. března se v 19. ligovém kole podílel jedním gólem na výhře 3:0 nad Vysočinou Jihlava.
V lednu 2014 propukla v souvislosti s jeho osobou fotbalová aféra. Doležal měl podepsat dvě smlouvy, jednu se Sigmou Olomouc (v říjnu 2013) a druhou poté s Baumitem Jablonec, přičemž ta první se Sigmou nebyla registrována na FAČR. V kauze se angažoval předseda FAČR a Jablonce Miroslav Pelta a záležitost skončila přestupem hráče do Jablonce již v lednu 2014. K prvnímu ligovému zápasu za Jablonec nastoupil 22. února 2014 proti domácímu celku 1. FC Slovácko (porážka 0:1).

### Klubové statistiky
Aktuální k 2020/2021
| Sezona  | Klub               | Země  | Soutěž  | Zápasy | Góly |
| ------- | ------------------ | ----- | ------- | ------ | ---- |
| 2008/09 | SK Sigma Olomouc   | Česko | 1. liga | 9      | 0    |
| 2009/10 | FK Fotbal Třinec   | Česko | 2. liga | 30     | 2    |
| 2010/11 | FK Fotbal Třinec   | Česko | 2. liga | 7      | 2    |
| 2010/11 | SK Sigma Olomouc   | Česko | 1. liga | 10     | 2    |
| 2011/12 | FC Zbrojovka Brno  | Česko | 2. liga | 29     | 6    |
| 2012/13 | SK Sigma Olomouc   | Česko | 1. liga | 24     | 7    |
| 2013/14 | SK Sigma Olomouc   | Česko | 1. liga | 13     | 8    |
| 2013/14 | FK Baumit Jablonec | Česko | 1. liga | 10     | 1    |
| 2014/15 | FK Baumit Jablonec | Česko | 1. liga | 28     | 7    |
| 2015/16 | FK Baumit Jablonec | Česko | 1. liga | 26     | 5    |
| 2016/17 | FK Baumit Jablonec | Česko | 1. liga | 21     | 8    |
| 2017/18 | FK Baumit Jablonec | Česko | 1. liga | 30     | 7    |
| 2018/19 | FK Baumit Jablonec | Česko | 1. liga | 29     | 15   |
| 2019/20 | FK Baumit Jablonec | Česko | 1. liga | 33     | 10   |
| Celkem  | Celkem             |       |         | 299    | 80   |

## Reprezentační kariéra
Nastupoval za české reprezentační výběry U18 a U19.
V roce 2018 si Martin Doležal odbyl premiéru v A-týmu české reprezentace, kdy v 78. minutě střídal Patrika Schicka v přátelském utkání proti Polsku. Další minuty nasbíral v kvalifikačním utkání Ligy národů proti Slovensku, když opět střídal Schicka, tentokrát v 82. minutě. Oba zápasy český tým vyhrál 1:0, díky gólům, které padly před příchodem Doležala na hřiště.